# Chen Xiexia
Chen Xiexia (陈 燮霞, Chén Xièxiá; * 1. August 1983 in Panyu) ist eine chinesische Gewichtheberin in der Gewichtsklasse bis 48 Kilogramm.

## Karriere
Bei den Weltmeisterschaften im Gewichtheben 2007 in Chiang Mai gewann Chen Xiexia drei Goldmedaillen: mit 96 Kilogramm im Reißen, 118 Kilogramm im Stoßen und 214 Kilogramm im Zweikampf. Dies wiederholte sie im selben Jahr bei der Asienmeisterschaft, wo sie ebenfalls alle drei Titel errang, mit 120 Kilogramm einen Weltrekord im Stoßen aufstellte und insgesamt 215 Kilogramm hob.

## Doping
Die 2016 durchgeführte Serie von Doping-Nachtests zu den eingelagerten Proben von den Olympischen Spielen 2008 brachte zutage, dass Chen Xiexia ihren ersten Platz durch die Einnahme von Hormonen und anderen Stoffen erschlichen hatte. Das IOC disqualifizierte sie deshalb nachträglich von den Olympischen Spielen 2008, bei denen sie ursprünglich mit neuem olympischen Rekord Gold gewonnen hatte (siehe auch Liste der aberkannten olympischen Medaillen).